# Egnasia rufifusalis
Egnasia rufifusalis là một loài bướm đêm trong họ Noctuidae.